# Psammomys vexillaris
Espèce
Statut de conservation UICN

 DD  : Données insuffisantes
Psammomys vexillaris est une espèce qui fait partie des rongeurs. C'est une gerbille de la famille des Muridés que l'on rencontre en Afrique du Nord, depuis le nord est de l'Algérie, à travers le centre de la  Tunisie et jusqu'au nord ouest de la Libye.